# Змеїця
Зме́їця (болг. Змеица) — село в Смолянській області Болгарії. Входить до складу общини Доспат.

## Населення
За даними перепису населення 2011 року у селі проживали 1485 осіб.
Національний склад населення села:
| Національність   | Кількість осіб | Відсоток |
| ---------------- | -------------- | -------- |
| болгари          | 913            | 97,4%    |
| турки            | 7              | 0,7%     |
| цигани           | 4              | 0,4%     |
| інша             | 4              | 0,4%     |
| не визначились   | 9              | 1,0%     |
| Всього відповіли | 937            |          |

Розподіл населення за віком у 2011 році:
Динаміка населення: